# A Quantum Leap – Az időutazó epizódjainak listája
Ez a szócikk a Quantum Leap – Az időutazó című amerikai filmsorozat epizódjait listázza.
Sam Beckett tudósként egy időugró szerkezetet hoz létre, ami időutazást valósít meg. Sam Beckett türelmetlen, ezért tesztelés nélkül saját maga próbálja ki a berendezést. Sajnos vannak mellékhatásai az utazásnak, a leglényegesebb, hogy mindig más testében tér magához. A belső tulajdonságai megmaradnak, de a külső megjelenése mindig más. A másik hátrányos körülmény, hogy nem tud hazajutni.

## Évados áttekintés
| Évad | Évad | Részek száma | Részek száma | Eredeti sugárzás     | Eredeti sugárzás | Magyar sugárzás | Magyar sugárzás |
| Évad | Évad | Részek száma | Részek száma | Évadbemutató         | Évadzáró         | Évadbemutató    | Évadzáró        |
| ---- | ---- | ------------ | ------------ | -------------------- | ---------------- | --------------- | --------------- |
|      | 1.   | 9            | 9            | 1989. március 26.    | 1989. május 17.  | n. a.           | n. a.           |
|      | 2.   | 22           | 22           | 1989. szeptember 20. | 1990. május 9.   | n. a.           | n. a.           |
|      | 3.   | 22           | 22           | 1990. szeptember 28. | 1991. május 22.  | n. a.           | n. a.           |
|      | 4.   | 22           | 22           | 1991. szeptember 18. | 1992. május 20.  | n. a.           | n. a.           |
|      | 5.   | 22           | 22           | 1992. szeptember 22. | 1993. május 5.   | n. a.           | n. a.           |

## Epizódok

### Első évad (1989)
| Sor. | Év. | Cím                                           | Rendező         | Író                                                                                                   | Premier                | Gyártási szám |
| --- | --- | --------------------------------------------- | --------------- | --- | ---------------------- | ------------- |
| 1. | 1.  | A pilóta, 1. rész (Genesis, part 1)           | David Hemmings  | Donald P. Bellisario                                                                                  | 1989. március 26. n.a. | 101           |
| Ugrás időpontja: 1956. szeptember 13. : Sam Beckett tudósként egy úttörő kísérletsorozat egyik vezetője. A kísérletek legfőbb eredménye az időutazás megvalósulása lenne. Sam alig tudja kivárni, hogy végre valami eredményt érjenek el, s amikor ez megvalósul, a még kísérleti stádiumban levő szerkezettel azonnal megkísérli az utazást. S legnagyobb megdöbbenésére sikerül is neki. A baj most már csak az, hogy nem tud visszajönni... |     |                                               |                 | |                        |               |
| 2. | 2.  | A pilóta, 2. rész (Genesis, part 2)           | David Hemmings  | Donald P. Bellisario                                                                                  | 1989. március 26. n.a. | 102           |
| Ugrás időpontja: 1956. szeptember 13. : Amikor Sam Beckett újabb ugrást hajt végre az időben a '60-as évek közepén találja magát Frankie, a maffia egyik bérgyilkosának bőrében. Miután részt vesz a Keresztapa egyik buliján, megtudja, hogy valaki elcsábította a vezér lányát, s emiatt nagy erőkkel nyomoznak a Keresztapa emberei, hogy felfedjék a titokzatos férfi kilétét. Amit Sam egyelőre még nem tud az az, hogy éppen az a Frankie a Keresztapa lányának csábítója, akinek a bőrében van...                                                    |     |                                               |                 | |                        |               |
| 3. | 3.  | Amikor két csillag találkozik (Star-Crossed)  | Mark Sobel      | Deborah Pratt                                                                                         | 1989. március 31. n.a. | 103           |
| Ugrás időpontja: 1972. június 15.: Sam Beckett legújabb időugrása után egy főiskolai irodalomprofesszor bőrében találja magát. Mint Dr. Gerald Bryant különböző szerelmi ügyekbe keveredik, s úgy érzi elérkezett az idő, hogy minden tiltás ellenére a saját jövőjét is befolyásolja... |     |                                               |                 | |                        |               |
| 4. | 4.  | Az Úr jobb keze (The Right Hand of God)       | Gilbert Shilton | John Hill                                                                                             | 1989. április 7. n.a.  | 104           |
| Ugrás időpontja: 1974. október 24. : Amikor Sam 1974-be érkezik, egy ismert bokszoló bőrében találja magát, akinek két apáca a menedzsere. Az apácák a bokszon nyert pénzből árvaházat akarnak alapítani. Az egész teljesen simán menne, ha a két apáca nem állna a maffia útjában... |     |                                               |                 | |                        |               |
| 5. | 5.  | A lánykérés (How the Tess Was Won)            | Ivan Dixon      | Deborah Arakelian                                                                                     | 1989. április 14. n.a  | 105           |
| Ugrás időpontja: 1956. augusztus 5. : Sam Beckett ezúttal 1956-ban, Texasban találja magát egy cowboy bőrében. A bajok akkor kezdődnek, amikor Sam beleszeret a gyönyörű Tess-be, aki azonban számára teljesen megközelíthetetlen. Amikor mégis felhívja magára a figyelmet a lány párbajra hívja ki, melyben ha Sam nyer feleségül kell vennie a lányt... |     |                                               |                 | |                        |               |
| 6. | 6.  | Kettős szerepben (Double Identity)            | Aaron Lipstadt  | Donald Bellisario                                                                                     | 1989. április 21. n.a. | 106           |
| Ugrás időpontja: 1965. november 5. : Sam ezúttal Nick Allen magándetektív bőrében találja magát az időugrás után. Feladata nem egyszerű: ki kell nyomoznia, hogy ki ölte meg a nyomozó egykori társát. Ennek érdekében közösen kezd nyomozni egy Seymour nevű férfival, akiről azonban hamarosan kiderül, hogy egyáltalán nem az, mint akinek mondja magát... |     |                                               |                 | |                        |               |
| 7. | 7.  | Az igazság színe (The Color of Truth)         | Michael Vejar   | Donald Bellisario                                                                                     | 1989. május 3. n.a.    | 107           |
| Ugrás időpontja: 1955. augusztus 8. : Sam Beckett a saját bőrén kell megtapasztalja, hogy mit jelent a rasszizmus és a Ku-Klux-Klan a feketéknek, amikor 1955-ben az ebből a szempontból legveszélyesebb déli államban egy fekete férfi bőrében találja magát... |     |                                               |                 | |                        |               |
| 8. | 8.  | A vagány (Camikazi Kid)                       | Alan J. Levi    | Paul Brown                                                                                            | 1989. május 10. n.a.   | 108           |
| Ugrás időpontja: 1961. június 6. : Amikor Sam 1961-be érkezik, Cameron Wilson, 17 éves kamaszfiú bőrében találja magát. A fiút nem nagyon kedvelik a társai, főként azért, mert ő sem tett eddig semmit annak érdekében, hogy megkedveltesse magát. Sam nem is nagyon tud és nem is igazán akar rajta segíteni, hiszen Cameron tökéletesen megvan a maga kamaszos dolgaival. Aki azonban valóban segítségre szorul az Cameron nővére Cheryl. A lány ugyanis bejelenti, hogy feleségül megy egy olyan férfihoz, akiről később ki fog derülni, hogy bűnöző... |     |                                               |                 | |                        |               |
| 9. | 9.  | Játszd újra, Seymour (Play It Again, Seymour) | Aaron Lipstadt  | Történet: Donald Bellisario, Scott Shepard, Tom Blomquist Tévéjáték: Donald Bellisario, Scott Shepard | 1989. május 17. n.a.   | 109           |
| Ugrás időpontja: 1953. április 14. : Sam ezúttal Dr. Timothy Mintz kaliforniai parapszichológus bőrében találja magát. A férfi így nem mindennapos feladatot kell teljesítsen: meg kell mentenie a gyönyörű Troian Claridge-et, akit halott férje vélt vagy valós szelleme nem hagy nyugodni... |     |                                               |                 | |                        |               |

### Második évad (1989–1990)
| Sor.                                  | Év. | Cím                                                       | Rendező              | Író | Premier                   | Gyártási szám |
| ------------------------------------- | --- | --------------------------------------------------------- | -------------------- | --- | ------------------------- | ------------- |
| 10.                                   | 1.  | Nászutas expressz (Honeymoon Express)                     | Aaron Lipstadt       | Donald P. Bellisario | 1989. szeptember 20. n.a. | 201           |
| Ugrás időpontja: 1960. április 27.    |     |                                                           |                      | |                           |               |
| 11.                                   | 2.  | Pokoli diszkó (Disco Inferno)                             | Gilbert M. Shilton   | Paul Brown | 1989. szeptember 27. n.a. | 202           |
| Ugrás időpontja: 1976. április 1.     |     |                                                           |                      | |                           |               |
| 12.                                   | 3.  | Machiko elamerikaisítása (The Americanization of Machiko) | Gilbert M. Shilton   | Charlie Coffey | 1989. október 11. n.a.    | 203           |
| Ugrás időpontja: 1953. augusztus 4.   |     |                                                           |                      | |                           |               |
| 13.                                   | 4.  | Milyen áron, Gloria? (What Price Gloria?)                 | Alan J. Levi         | Deborah Pratt | 1989. október 25. n.a.    | 204           |
| Ugrás időpontja: 1961. október 16.    |     |                                                           |                      | |                           |               |
| 14.                                   | 5.  | Vak végzet (Blind Faith)                                  | David G. Phinney     | Scott Shepard | 1989. november 1. n.a.    | 205           |
| Ugrás időpontja: 1964. február 6.     |     |                                                           |                      | |                           |               |
| 15.                                   | 6.  | Jó reggelt, Peoria (Good Morning, Peoria)                 | Michael Zinberg      | Chris Ruppenthal | 1989. november 8. n.a.    | 206           |
| Ugrás időpontja: 1959. szeptember 9.  |     |                                                           |                      | |                           |               |
| 16.                                   | 7.  | Tízparancsolat (Thou Shalt Not...)                        | Randy Roberts        | Tammy Ader | 1989. november 15. n.a.   | 207           |
| Ugrás időpontja: 1974. február 2.     |     |                                                           |                      | |                           |               |
| 17.                                   | 8.  | Jimmy (Jimmy)                                             | James Whitmore, Jr.  | Paul M. Belous,Robert Wolterstorff                                                                                       | 1989. november 22. n.a.   | 208           |
| Ugrás időpontja: 1964. október 14.    |     |                                                           |                      | |                           |               |
| 18.                                   | 9.  | Isten engem úgy segéljen (So Help Me God)                 | Andy Cadiff          | Deborah Pratt | 1989. november 29. n.a.   | 209           |
| Ugrás időpontja: 1957. július 29.     |     |                                                           |                      | |                           |               |
| 19.                                   | 10. | A hullócsillag (Catch A Falling Star)                     | Donald Bellisario    | Paul Brown | 1989. december 6. n.a.    | 210           |
| Ugrás időpontja: 1979. május 21.      |     |                                                           |                      | |                           |               |
| 20.                                   | 11. | Troian festménye (A Portrait for Troian)                  | Michael Zinberg      | Történet: John Hill,Scott Shepard Tévéjáték: Donald Bellisario,Scott Shepard                                             | 1989. december 13. n.a.   | 211           |
| Ugrás időpontja: 1971. február 7.     |     |                                                           |                      | |                           |               |
| 21.                                   | 12. | A vad szövetség (Animal Frat)                             | Gilbert M. Shilton   | Chris Ruppenthal | 1990. január 3. n.a.      | 212           |
| Ugrás időpontja: 1967. október 19.    |     |                                                           |                      | |                           |               |
| 22.                                   | 13. | Egy anya megpróbáltatásai (Another Mother)                | Joseph L. Scanlan    | Deborah Pratt | 1990. január 10. n.a.     | 213           |
| Ugrás időpontja: 1981. szeptember 30. |     |                                                           |                      | |                           |               |
| 23.                                   | 14. | A nemzeti bajnokság (All-Americans)                       | John Cullum          | Paul Brown,Donald P. Bellisario                                                                                          | 1990. január 17. n.a.     | 214           |
| Ugrás időpontja: 1962. november 2.    |     |                                                           |                      | |                           |               |
| 24.                                   | 15. | A talizmán (Her Charm)                                    | Christopher T. Welch | Történet: Donald Bellisario, Deborah Pratt,Paul M. Belous,Robert Wolterstorff Tévéjáték: Donald Bellisario,Deborah Pratt | 1990. február 7. n.a.     | 215           |
| Ugrás időpontja: 1973. szeptember 26. |     |                                                           |                      | |                           |               |
| 25.                                   | 16. | A szabadság (Freedom)                                     | Alan J. Levi         | Chris Ruppenthal | 1990. február 14. n.a.    | 216           |
| Ugrás időpontja: 1970. november 22.   |     |                                                           |                      | |                           |               |
| 26.                                   | 17. | Jó éjt, kedves (Good Night, Dear Heart)                   | Christopher T. Welch | Paul Brown | 1990. március 7. n.a.     | 217           |
| Ugrás időpontja: 1957. november 9.    |     |                                                           |                      | |                           |               |
| 27.                                   | 18. | Biliárd blues (Pool Hall Blues)                           | Joe Napolitano       | Randy Holland | 1990. március 14. n.a.    | 218           |
| Ugrás időpontja: 1954. szeptember 4.  |     |                                                           |                      | |                           |               |
| 28.                                   | 19. | A lélegzetelállító ugrás (Leaping in Without a Net)       | Christopher T. Welch | Tommy Thompson | 1990. március 28. n.a.    | 219           |
| Ugrás időpontja: 1958. november 18.   |     |                                                           |                      | |                           |               |
| 29.                                   | 20. | Kinek a babája (Maybe Baby)                               | Michael Zinberg      | Julie Brown,Paul Brown                                                                                                   | 1990. április 4. n.a.     | 220           |
| Ugrás időpontja: 1963. március 11.    |     |                                                           |                      | |                           |               |
| 30.                                   | 21. | Pénz vagy szerelem (Sea Bride)                            | Joe Napolitano       | Deborah Pratt | 1990. május 2. n.a.       | 221           |
| Ugrás időpontja: 1954. június 3.      |     |                                                           |                      | |                           |               |
| 31.                                   | 22. | Miért vagyok én itt? (M.I.A.)                             | Micheael Zinberg     | Donald Bellisario | 1990. május 9. n.a.       | 222           |
| Ugrás időpontja: 1969. április 1.     |     |                                                           |                      | |                           |               |

### Harmadik évad (1990–1991)
| Sor.                                  | Év. | Cím                                                       | Rendező              | Író                  | Premier                   | Gyártási szám |
| ------------------------------------- | --- | --------------------------------------------------------- | -------------------- | -------------------- | ------------------------- | ------------- |
| 32.                                   | 1.  | Látogatás haza, 1. rész (The Leap Home, part 1)           | Joe Napolitano       | Donald P. Bellisario | 1990. szeptember 28. n.a. | 301           |
| Ugrás időpontja: 1969. november 25.   |     |                                                           |                      |                      |                           |               |
| 33.                                   | 2.  | Látogatás haza, 2. rész (Vietnam) (The Leap Home, part 2) | Michael Zinberg      | Donald P. Bellisario | 1990. október 5. n.a.     | 302           |
| Ugrás időpontja: 1970. április 7.     |     |                                                           |                      |                      |                           |               |
| 34.                                   | 3.  | A hit mezsgyéjén (Leap of Faith)                          | James Whitmore, Jr.  | Nick Harding         | 1990. október 12. n.a.    | 303           |
| Ugrás időpontja: 1963. augusztus 19.  |     |                                                           |                      |                      |                           |               |
| 35.                                   | 4.  | Reflektorfényben (One Strobe over the Line)               | Michael Zinberg      | Chris Ruppenthal     | 1990. október 19. n.a.    | 304           |
| Ugrás időpontja: 1965. június 15.     |     |                                                           |                      |                      |                           |               |
| 36.                                   | 5.  | A mumus (The Boogieman)                                   | Joe Napolitano       | Chris Ruppenthal     | 1990. október 26. n.a.    | 305           |
| Ugrás időpontja: 1964. október 31.    |     |                                                           |                      |                      |                           |               |
| 37.                                   | 6.  | Dél szépségkirálynője (Miss Deep South)                   | Christopher T. Welch | Tommy Thompson       | 1990. november 2. n.a.    | 306           |
| Ugrás időpontja: 1958. június 7.      |     |                                                           |                      |                      |                           |               |
| 38.                                   | 7.  | Az örök ellentét (Black on White on Fire)                 | Joe Napolitano       | Deborah Pratt        | 1990. november 9. n.a.    | 307           |
| Ugrás időpontja: 1965. augusztus 11.  |     |                                                           |                      |                      |                           |               |
| 39.                                   | 8.  | Spontini, a nagy mágus (The Great Spontini)               | James Whitmore, Jr.  | Cristy Dawson        | 1990. november 16. n.a.   | 308           |
| Ugrás időpontja: 1974. május 9.       |     |                                                           |                      |                      |                           |               |
| 40.                                   | 9.  | A csapnivaló lázadó (Rebel Without a Clue)                | James Whitmore, Jr.  | Nick Harding         | 1990. november 30. n.a.   | 309           |
| Ugrás időpontja: 1958. szeptember 11. |     |                                                           |                      |                      |                           |               |
| 41.                                   | 10. | Kell egy kis csoda (A Little Miracle)                     | Michael Watkins      | Sandy Fries          | 1990. december 21. n.a.   | 310           |
| Ugrás időpontja: 1962. december 24.   |     |                                                           |                      |                      |                           |               |
| 42.                                   | 11. | A szökevény (Runaway)                                     | Michael Katleman     | Paul Brown           | 1991. január 24. n.a.     | 311           |
| Ugrás időpontja: 1964. július 4.      |     |                                                           |                      |                      |                           |               |
| 43.                                   | 12. | 8½ hónap (8½ Months)                                      | James Whitmore, Jr.  | Deborah Pratt        | 1991. március 6. n.a.     | 312           |
| Ugrás időpontja: 1955. november 15.   |     |                                                           |                      |                      |                           |               |
| 44.                                   | 13. | Fene Billy (Future Boy)                                   | Michael Switzer      | Tommy Thompson       | 1991. március 13. n.a.    | 313           |
| Ugrás időpontja: 1957. október 6.     |     |                                                           |                      |                      |                           |               |
| 45.                                   | 14. | A csend táncosa (Private Dancer)                          | Debbie Allen         | Paul Brown           | 1991. március 20. n.a.    | 314           |
| Ugrás időpontja: 1979. október 6.     |     |                                                           |                      |                      |                           |               |
| 46.                                   | 15. | A zongorista (Piano Man)                                  | James Whitmore, Jr.  | Ed Scharlach         | 1991. március 27. n.a.    | 315           |
| Ugrás időpontja: 1985. november 10.   |     |                                                           |                      |                      |                           |               |
| 47.                                   | 16. | Nyilvános kényelem (Southern Comforts)                    | Chris Ruppenthal     | Tommy Thompson       | 1991. április 3. n.a.     | 316           |
| Ugrás időpontja: 1961. augusztus 4.   |     |                                                           |                      |                      |                           |               |
| 48.                                   | 17. | A rock tükrözése (Glitter Rock)                           | Andy Cadiff          | Chris Ruppenthal     | 1991. április 10. n.a.    | 317           |
| Ugrás időpontja: 1974. április 12.    |     |                                                           |                      |                      |                           |               |
| 49.                                   | 18. | Ez elment vadászni (A Hunting We Will Go)                 | Andy Cadiff          | Beverly Bridges      | 1991. április 18. n.a.    | 318           |
| Ugrás időpontja: 1976. június 18.     |     |                                                           |                      |                      |                           |               |
| 50.                                   | 19. | A halálsoron (Last Dance Before An Execution)             | Michael Watkins      | Bill Bigelow         | 1991. május 1. n.a.       | 319           |
| Ugrás időpontja: 1971. május 12.      |     |                                                           |                      |                      |                           |               |
| 51.                                   | 20. | Bajnoki szívbaj (Heart of a Champion)                     | Joe Napolitano       | Tommy Thompson       | 1991. május 8. n.a.       | 320           |
| Ugrás időpontja: 1955. július 23.     |     |                                                           |                      |                      |                           |               |
| 52.                                   | 21. | Atomkori mintacsalád (Nuclear Family)                     | James Whitmore, Jr.  | Paul Brown           | 1991. május 15. n.a.      | 321           |
| Ugrás időpontja: 1962. október 26.    |     |                                                           |                      |                      |                           |               |
| 53.                                   | 22. | Tudathasadás (Shock Theater)                              | Joe Napolitano       | Deborah Pratt        | 1991. május 22. n.a.      | 322           |
| Ugrás időpontja: 1954. október 3.     |     |                                                           |                      |                      |                           |               |

### Negyedik évad (1991–1992)
| Sor. | Év. | Cím                                              | Rendező             | Író                  | Premier                   | Gyártási szám |
| --- | --- | ------------------------------------------------ | ------------------- | -------------------- | ------------------------- | ------------- |
| 54. | 1.  | Közös ugrás (The Leap Back)                      | Michael Zinberg     | Donald P. Bellisario | 1991. szeptember 18. n.a. | 401           |
| Ugrás időpontja: 1945. június 15. : Egy villámcsapás miatt, Al és Sam ezúttal egymással is helyet cserélnek. Sam így a jövőbe utazik, és találkozik egy régen elvesztett szerelmével, miközben Al visszatér a múltba, egészen 1945-be, hogy a halál torkából mentsen ki egy II. világháborús hős katonát... |     |                                                  |                     |                      |                           |               |
| 55. | 2.  | A rutinos rivális (Play Ball)                    | Joe Napolitano      | Tommy Thompson       | 1991. szeptember 25. n.a. | 402           |
| Ugrás időpontja: 1961. augusztus 6. : Sam-nek ezúttal egy másodosztályú baseball-csapat dobójátékosaként kell eldöntenie, hogy segít-e a csapattársának visszakerülni az első osztályba. Eközben ráadásul még próbál ellenállni az életében felbukkanó csinos nő csábításának is... |     |                                                  |                     |                      |                           |               |
| 56. | 3.  | Hurrikán (Hurricane)                             | Michael Watkins     | Chris Ruppenthal     | 1991. október 2. n.a.     | 403           |
| Ugrás időpontja: 1969. augusztus 17. : Sam ezúttal egy Mississippi államban fekvő kisvárosba tesz időutazást. A helyi serif bőrébe bújva kell egy gyilkos nyomára bukkannia, miközben megismerkedik a csinos Camille-lal. Ám rövidesen az is kiderül számára, hogy a várost hatalmas veszély fenyegeti, mivel közeledik a hurrikán...                                                                                               |     |                                                  |                     |                      |                           |               |
| 57. | 4.  | Sajátos igazságok (Justice)                      | Rob Bowman          | Toni Graphia         | 1991. október 9. n.a.     | 404           |
| Ugrás időpontja: 1966. május 11. : Sam-nek ezúttal abba az időbe kell visszautaznia, amikor farmerek egy csoportja mindent elkövetett azért, hogy a feketék jogait sárba tiporja. Feladata az, hogy egy szélsőséges szervezet tagjaként meggyőzze a fehér embereket arról, hogy a kegyetlenkedéseik nem vezetnek jóra... |     |                                                  |                     |                      |                           |               |
| 58. | 5.  | A szemtanú (Permanent Wave)                      | Scott Bakula        | Beverly Bridges      | 1991. október 16. n.a.    | 405           |
| Ugrás időpontja: 1983. június 2. : Sam most egy fodrász bőrében találja magát. Ő Frank Bianca, a mesterfodrász, aki azért változtatott nevet, hogy híres lehessen. Egy lövöldözés során nem sikerül megakadályoznia egy gyilkosságot, miközben egy kisfiú és az édesanyja, akik szemtanúk voltak, szintén veszélyben vannak. Frank - illetve Sam - feladata az lenne, hogy mentse meg a kisfiú és az anya életét...                 |     |                                                  |                     |                      |                           |               |
| 59. | 6.  | Nemi erőszak (Raped)                             | Michael Zinberg     | Beverly Bridges      | 1991. október 30. n.a.    | 406           |
| Ugrás időpontja: 1980. június 20. : Sam a '80-as évekbe, egy lány életébe csöppen, ráadásul egy igen kellemetlen helyzetbe: nemrég ugyanis megerőszakolták. Be kellene bizonyítania egy srácról, hogy ő volt a tettes, de mivel már néhányszor randizott vele, nehezen hinnék el, hogy tényleg nemi erőszakról volt szó. Hamarosan megjelennek Kevin barátai is, akik be akarják adni Kathy-nek, hogy nem a srác erőszakolta meg... |     |                                                  |                     |                      |                           |               |
| 60. | 7.  | Az állat is ember (The Wrong Stuff)              | Joe Napolitano      | Paul Brown           | 1991. november 6. n.a.    | 407           |
| Ugrás időpontja: 1961. január 24. : Sam ezúttal egy nagyon kellemetlen helyzetbe csöppen, 1961-ben. Azt hiszi, hogy éppen kilövik az űrbe, amikor szerencsére kiderül, hogy csak egy kísérletről van szó. Ám a tükörbe nézvén, alig hisz a szemének, mert egy kísérleti állat bőrébe bújt, ő ugyanis egy csimpánz, Bobo. Al szerint pedig Sam-nek örülnie kellene, hogy akár ő lehet az egyik űrcsimpánz...                         |     |                                                  |                     |                      |                           |               |
| 61. | 8.  | Rémálmok (Dreams)                                | Anita W. Addison    | Deborah Pratt        | 1991. november 13. n.a.   | 408           |
| Ugrás időpontja: 1979. február 28. : Sam egy Jack nevű férfiben találja magát, aki éppen a társával együtt egy gyilkosság után megakadályoz egy öngyilkosságot, és megment két kisgyermeket. Al szerint az öngyilkosság megakadályozása volt az elsődleges feladat, így viszont Sam nem érti, hogy miért nem ugrott tovább. Pontosabban úgy érzi, hogy valami mást is meg kell tennie, miközben folyton látomások gyötrik...        |     |                                                  |                     |                      |                           |               |
| 62. | 9.  | Az esőcsináló (A Single Drop of Rain)            | Virgil W. Vogel     | Donald Bellisario    | 1991. november 20. n.a.   | 409           |
| Ugrás időpontja: 1953. szeptember 7. : Sam 1953-ban egy Billy Beaumont nevű szélhámos - egy "esőcsináló" életébe csöppen. A hazatérő Billy-t ünneplik a kisváros lakói, de valójában elég kellemetlen a helyzet, hiszen Al szerint még legalább nyolc hónapig biztosan nem fog esni... |     |                                                  |                     |                      |                           |               |
| 63. | 10. | Láncra verve (Unchained)                         | Michael Watkins     | Paris Qualles        | 1991. november 27. n.a.   | 410           |
| Ugrás időpontja: 1956. november 2. : Sam egészen 1956-ba ugrik az időben, és talán eddigi kalandjai egyik legszörnyűbb helyzetébe kerül. Egyik társával ugyanis összebilincselve éppen leugrik egy rabszállító teherautóról, s a kutyák hamarosan már a nyomukban vannak. A rabtársáról pedig kiderül, hogy valójában nem is csinált semmi törvénytelenséget, csak munkát keresni jött a városba, amikor ráfogtak egy rablást...    |     |                                                  |                     |                      |                           |               |
| 64. | 11. | A világot jelentő deszkák (The Play's the Thing) | Eric Laneuville     | Beverly Bridges      | 1992. január 8. n.a.      | 411           |
| Ugrás időpontja: 1969. szeptember 9. : Sam 1969-ben ébred, egy ágyban - és nem is egyedül. Kínos helyzet alakul ki azonban, amikor kiderül, hogy a nő gyermekei nem gondolták, hogy az 50 éves anyjuk egy 30 éves fiúval bújik ágyba. Ráadásul, mint kiderül a férfi, akinek Sam a bőrébe bújt, pár napon belül faképnél hagyná a nőt, és ezzel végképp tönkretenné az életét...                                                    |     |                                                  |                     |                      |                           |               |
| 65. | 12. | Meleg helyzet (Running For Honor)                | Bob Hulme           | Bobby Duncan         | 1992. január 15. n.a.     | 412           |
| Ugrás időpontja: 1964. június 11. : Sam most egy kadét bőrében találja magát, aki roppant kínos helyzetbe keveredik. Egy titkos társaság tagjai ugyanis üldözik, majd megverik a meleg kadétokat, és Sam erről tudomást szerez. Így aztán ő is belekeveredik a dologba, és a társaság tagjai őt is melegnek nézik... |     |                                                  |                     |                      |                           |               |
| 66. | 13. | A Frisco-i fojtogató (Temptation Eyes)           | Christopher Hibler  | Paul Brown           | 1992. január 22. n.a.     | 413           |
| Ugrás időpontja: 1985. február 1. : Sam egy igazán kínos helyzetbe csöppen: tévériporterként ugyanis élőben kell jelentkeznie egy gyilkosság helyszínéről. Később kiderül, hogy San Franciscóban egy sorozatgyilkosról kellene tudósítania. Hamarosan pedig megjelenik egy gyönyörű nő, egy médium, aki szintén a rendőrségnek segít, és aki különös módon Sam-nek szólítja Sam-et...                                               |     |                                                  |                     |                      |                           |               |
| 67. | 14. | A nyugdíjas pisztolyhős (The Last Gunfighter)    | Joe Napolitano      | Sam Rolfe            | 1992. január 29. n.a.     | 414           |
| Ugrás időpontja: 1957. november 28. : Arizona. Sam egy szájhős cowboy testében találja magát, akit egy város ünnepel, mert megszabadította őket négy szörnyű gonosztevőtől. Ám hamarosan érkezik egy férfi, aki le akarja lőni Sam-et, mondván, hogy valójában ő ölte meg annak idején a négy fickót. Sam - azaz Tyler Meanes - tehát hazudott, és hősnek állította be magát...                                                     |     |                                                  |                     |                      |                           |               |
| 68. | 15. | A tékozló lány (A Song for the Soul)             | Michael Watkins     | Deborah Pratt        | 1992. február 26. n.a.    | 415           |
| Ugrás időpontja: 1963. április 7. : Sam egy színes-bőrű lány testében találja magát, 1963-ban. Egy barátnőjét kell megmentenie, aki a tanulást abbahagyva és az éjszakai éneklést választva éppen arra készül, hogy tönkretegye az egész életét... |     |                                                  |                     |                      |                           |               |
| 69. | 16. | A kísértethajó (Ghost Ship)                      | Anita W. Addison    | Donald Bellisario    | 1992. március 4. n.a.     | 416           |
| Ugrás időpontja: 1955. augusztus 13. : Sam egy másodpilóta bőrében éppen a Bermuda-háromszög felett repül. Feladata az, hogy megmentse a gépen lévő egyik utas, egy fiatal lány életét, akinek súlyos vakbélgyulladása van. Ám a Bermuda-háromszögben köztudottan furcsa dolgok történnek, például Al, a hologram is néha el-eltűnik...                                                                                             |     |                                                  |                     |                      |                           |               |
| 70. | 17. | Robertó! (Roberto!)                              | Scott Bakula        | Chris Ruppenthal     | 1992. március 11. n.a.    | 417           |
| Ugrás időpontja: 1982. január 27. : Sam ezúttal 1982-be érkezik. Egy bulvár témájú talk-show híres műsorvezetője, Roberto bőrébe bújik, aki hatalmas sikereket fog elérni a jövőben. Most azonban egy rejtély után kell nyomoznia. Jamie, a munkatársa ugyanis furcsa körülmények között hal meg, éppen pár nap múlva... |     |                                                  |                     |                      |                           |               |
| 71. | 18. | Egy igazi angyal (It's A Wonderful Leap)         | Paul Brown          | Danielle Alexandra   | 1992. április 1. n.a.     | 418           |
| Ugrás időpontja: 1958. május 10. : Sam egy New York-i taxiban találja magát, mint taxisofőr, aki éppen áthajtott egy emberen. Az évszám pedig 1958. Sam-nek most segítenie kell egy nőnek, aki érdekes módon látja és hallja Al-t... |     |                                                  |                     |                      |                           |               |
| 72. | 19. | Életmentők (Moments to Live)                     | Joe Napolitano      | Tommy Thompson       | 1992. április 8. n.a.     | 419           |
| Ugrás időpontja: 1985. május 4. : Sam egy komikus csapat egyik tagjaként, valóságos őrültek házába kerül. Épp egy fellépés közepébe csöppen, miután kirúgják, majd egyből vissza is veszik őket, amikor is kiderül, hogy kapnának egy sokkal komolyabb lehetőséget Las Vegasban. Szóval áll a bál, ráadásul egyikük Al szerint meg fog halni...                                                                                     |     |                                                  |                     |                      |                           |               |
| 73. | 20. | Ptah-Hotep átka (The Curse of Ptah-Hotep)        | Joe Napolitano      | Chris Ruppenthal     | 1992. április 22. n.a.    | 420           |
| Ugrás időpontja: 1957. március 2. : Sam 1957-ben, Dale Conway-ként éppen hieroglifákat olvas, sírokat kutat, ami eleinte olyan, mintha egy érdekes vakáción venne részt. Ám amikor egy állítólagos átok elkezdi szedni az áldozatait a kutatók és a helyszínen dolgozók körében, Sam-nek ki kell derítenie, hogy ki áll a háttérben...                                                                                              |     |                                                  |                     |                      |                           |               |
| 74. | 21. | Trióban szép az élet (Stand Up)                  | Michael Zinberg     | Bill Richmond        | 1992. május 13. n.a.      | 421           |
| Ugrás időpontja: 1959. április 30. : |     |                                                  |                     |                      |                           |               |
| 75. | 22. | Lisa nővér megmentése (A Leap for Lisa)          | James Whitmore, Jr. | Donald Bellisario    | 1992. május 20. n.a.      | 422           |
| Ugrás időpontja: 1957. június 25. : Sam egy Al "Bingo" Calavicci nevű férfi bőrében találja magát, aki éppen a házastársa életét próbálja megmenteni. Ám ezúttal nagy baj történik, ugyanis Sam megváltoztatja a történelmet, és valószínűleg mindezt leginkább Al bánja majd... |     |                                                  |                     |                      |                           |               |

### Ötödik évad (1992–1993)
| Sor. | Év. | Cím                                                                   | Rendező             | Író                  | Premier                   | Gyártási szám |
| --- | --- | --------------------------------------------------------------------- | ------------------- | -------------------- | ------------------------- | ------------- |
| 76. | 1.  | Lee Harvey Oswald, 1. rész (Lee Harvey Oswald, part 1)                | James Whitmore, Jr. | Donald P. Bellisario | 1992. szeptember 22. n.a. | 501           |
| Ugrás időpontja: 1963. november 22. : Amikor már Sam éppen azt hitte, hogy alkalma nyílik befejezni a küldetését, rádöbben, hogy ezúttal Lee Harvey Oswald életén keresztül halad az időben visszafelé. Sam és Al tehát minden erejüket és ügyességüket latba vetik, hogy megakadályozzák a Kennedy elnök ellen elkövetett merényletet. Ám úgy tűnik, hogy a történelmet nem sikerül átírniuk... |     |                                                                       |                     |                      |                           |               |
| 77. | 2.  | Lee Harvey Oswald, 2. rész (Lee Harvey Oswald, part 2)                | James Whitmore, Jr. | Donald P. Bellisario | 1992. szeptember 22. n.a. | 502           |
| Ugrás időpontja: 1963. november 22. : (Az előző rész folytatódik)" |     |                                                                       |                     |                      |                           |               |
| 78. | 3.  | Ugrás a hárpiával (Leaping of the Shrew)                              | Alan J. Levi        | Robin Jill Bernheim  | 1992. szeptember 29. n.a. | 503           |
| Ugrás időpontja: 1956. szeptember 27. : Sam egy hajótörött gépészként sodródik egy mentőcsónakban, egy kissé kiállhatatlan nővel, aki pár cigaretta, meg néhány ruha miatt még a csónakot is kilyukasztja. Végül aztán egy lakatlan szigetre érkeznek, ám Vanessa nem sokat változik. Sam pedig hamarosan rájön, hogy lassanként beleszerettek egymásba...                                       |     |                                                                       |                     |                      |                           |               |
| 79. | 4.  | Nincs menekvés (Nowhere to Run)                                       | Alan J. Levi        | Tommy Thompson       | 1992. október 6. n.a.     | 504           |
| Ugrás időpontja: 1968. augusztus 10. : |     |                                                                       |                     |                      |                           |               |
| 80. | 5.  | Halálos idő (Killin' Time)                                            | Michael Watkins     | Tommy Thompson       | 1992. október 20. n.a.    | 505           |
| Ugrás időpontja: 1958. június 18. |     |                                                                       |                     |                      |                           |               |
| 81. | 6.  | Ragyogó csillagok (Star Light, Star Bright)                           | Christopher Hibler  | Richard C. Okie      | 1992. október 27. : n.a.  | 506           |
| Ugrás időpontja: 1966. május 21. : |     |                                                                       |                     |                      |                           |               |
| 82. | 7.  | Szabadíts meg a gonosztól (Deliver Us From Evil)                      | Bob Hulme           | Deborah Pratt        | 1992. november 10. n.a.   | 507           |
| Ugrás időpontja: 1966. március 19. : |     |                                                                       |                     |                      |                           |               |
| 83. | 8.  | Trilógia, 1. rész (Trilogy, part 1)                                   | James Whitmore, Jr. | Deborah Pratt        | 1992. november 17. n.a.   | 508           |
| Ugrás időpontja: 1955. augusztus 8. : |     |                                                                       |                     |                      |                           |               |
| 84. | 9.  | Trilógia, 2. rész (Trilogy, part 2)                                   | James Whitmore, Jr. | Deborah Pratt        | 1992. november 24. n.a.   | 509           |
| Ugrás időpontja: 1966. június 14. : |     |                                                                       |                     |                      |                           |               |
| 85. | 10. | Trilógia, 3. rész (Trilogy, part 3)                                   | James Whitmore, Jr. | Deborah Pratt        | 1992. november 24. n.a.   | 510           |
| Ugrás időpontja: 1978. július 28. : |     |                                                                       |                     |                      |                           |               |
| 86. | 11. | Az ígéret földje (Promised Land)                                      | Scott Bakula        | Gillian Horvath      | 1992. december 15. n.a.   | 511           |
| Ugrás időpontja: 1971. december 22. : |     |                                                                       |                     |                      |                           |               |
| 87. | 12. | Két páros története (A Tale of Two Sweeties)                          | Christopher Hibler  | Robin Jill Bernheim  | 1993. január 5. n.a.      | 512           |
| Ugrás időpontja: 1958. február 25. : |     |                                                                       |                     |                      |                           |               |
| 88. | 13. | Egyenjogúság (Liberation)                                             | Bob Hulme           | Chris Abbott         | 1993. január 12. n.a.     | 513           |
| Ugrás időpontja: 1968. október 16. : |     |                                                                       |                     |                      |                           |               |
| 89. | 14. | Dr. Ruth (Dr. Ruth)                                                   | Stuart Margolin     | Robin Jill Bernheim  | 1993. január 19. n.a.     | 514           |
| Ugrás időpontja: 1985. április 25. : |     |                                                                       |                     |                      |                           |               |
| 90. | 15. | Vérhold (Blood Moon)                                                  | Alan J. Levi        | Tommy Thompson       | 1993. február 9. n.a.     | 515           |
| Ugrás időpontja: 1975. március 10. : |     |                                                                       |                     |                      |                           |               |
| 91. | 16. | Visszatekintés a gonosz ugró első részére (Return of the Evil Leaper) | Harvey Laidman      | Richard C. Okie      | 1993. február 23. n.a.    | 516           |
| Ugrás időpontja: 1956. október 8. : |     |                                                                       |                     |                      |                           |               |
| 92. | 17. | A gonosz ugró bosszúja (Revenge of the Evil Leaper)                   | Debbie Allen        | Deborah Pratt        | 1993. február 23. n.a.    | 517           |
| Ugrás időpontja: 1987. szeptember 17. : |     |                                                                       |                     |                      |                           |               |
| 93. | 18. | Ég veled Norma Jean (Jean Goodbye Norma Jean)                         | Christopher Hibler  | Richard C. Okie      | 1993. március 6. n.a.     | 518           |
| Ugrás időpontja: 1960. április 4. : |     |                                                                       |                     |                      |                           |               |
| 94. | 19. | A bennünk élő szörny (The Beast Within)                               | Gus Trikonis        | John D'Aquino        | 1993. március 16. n.a.    | 519           |
| Ugrás időpontja: 1972. november 6. : |     |                                                                       |                     |                      |                           |               |
| 95. | 20. | Ugrás az államok között (The Leap Between The States)                 | David Hemmings      | Richard C. Okie      | 1993. március 30. n.a.    | 520           |
| Ugrás időpontja: 1962. szeptember 20. : |     |                                                                       |                     |                      |                           |               |
| 96. | 21. | Memphis melódia (Memphis Melody)                                      | James Whitmore, Jr. | Robin Jill Bernheim  | 1993. április 20. n.a.    | 521           |
| Ugrás időpontja: 1954. július 3. : |     |                                                                       |                     |                      |                           |               |
| 97. | 22. | Tükörkép (Mirror Image)                                               | James Whitmore, Jr. | Donald Bellisario    | 1993. május 5. n.a.       | 522           |
| Ugrás időpontja: 1953. augusztus 8. : |     |                                                                       |                     |                      |                           |               |